# Pseudodaphnella oligoina
Pseudodaphnella oligoina é uma espécie de gastrópode do gênero Pseudodaphnella, pertencente a família Raphitomidae.